# ألان وود (لاعب كرة قدم)
ألان وود (بالإنجليزية: Alan Wood)‏ (1 ديسمبر 1954 في المملكة المتحدة - ) هو لاعب كرة قدم بريطاني في مركز الدفاع. لعب مع تشارلتون أثلتيك ونادي دوفر.